# Thannhausen, Tyskland
Thannhausen är en stad i Landkreis Günzburg i Regierungsbezirk Schwaben i förbundslandet Bayern i Tyskland.
Stadenen ingår i kommunalförbundet Thannhausen tillsammans med köpingen Münsterhausen och kommunen Balzhausen.